# Paramaribo Zoo
De Paramaribo Zoo is de enige algemene dierentuin van Suriname. Sinds 2020 maakt de dierentuin een transformatie door naar een flora- en faunacentrum dat zich richt op de bewustmaking van het belang van een schoon, gezond milieu. Een belangrijke taak is het opvangen van in beslag genomen dieren.
De dierentuin is gevestigd in Paramaribo, ligt tegen de Cultuurtuin en werd in 1972 geopend. De dierentuin was een initiatief van premier Pengel. Op 28 mei 1966 richtte hij de Stichting Dierentuin op en tot de opening van de dierentuin liep de levende have jarenlang op zijn achtererf rond.
Tijdens de jaren tachtig ging een groot deel van de dieren verloren en vooral in de jaren negentig liep het aantal bezoekers sterk terug. Vanaf 2003 krijgt Paramaribo Zoo steun van de Rotterdamse dierentuin Diergaarde Blijdorp, en in 2004 organiseerden zowel Blijdorp als Artis een benefietavond.
Tijdens de viering van het veertigjarig bestaan op 28 mei 2006 legde de echtgenote van president Ronald Venetiaan, Liesbeth Venetiaan, de eerste steen voor de zogeheten jubileumrenovatie.
Dieren die de Paramaribo Zoo bevolken zijn onder meer verschillende Surinaamse apensoorten, de kaaiman, jaguar, slangen als de boa constrictor en de anaconda en vogelsoorten als de koningsgier en rode ibis.
In mei 2020 werd het Werephai Miniwaterpark onthuld in Paramaribo Zoo. Dit is tot stand gekomen met financiële steun van Marokko.

## Afbeeldingen

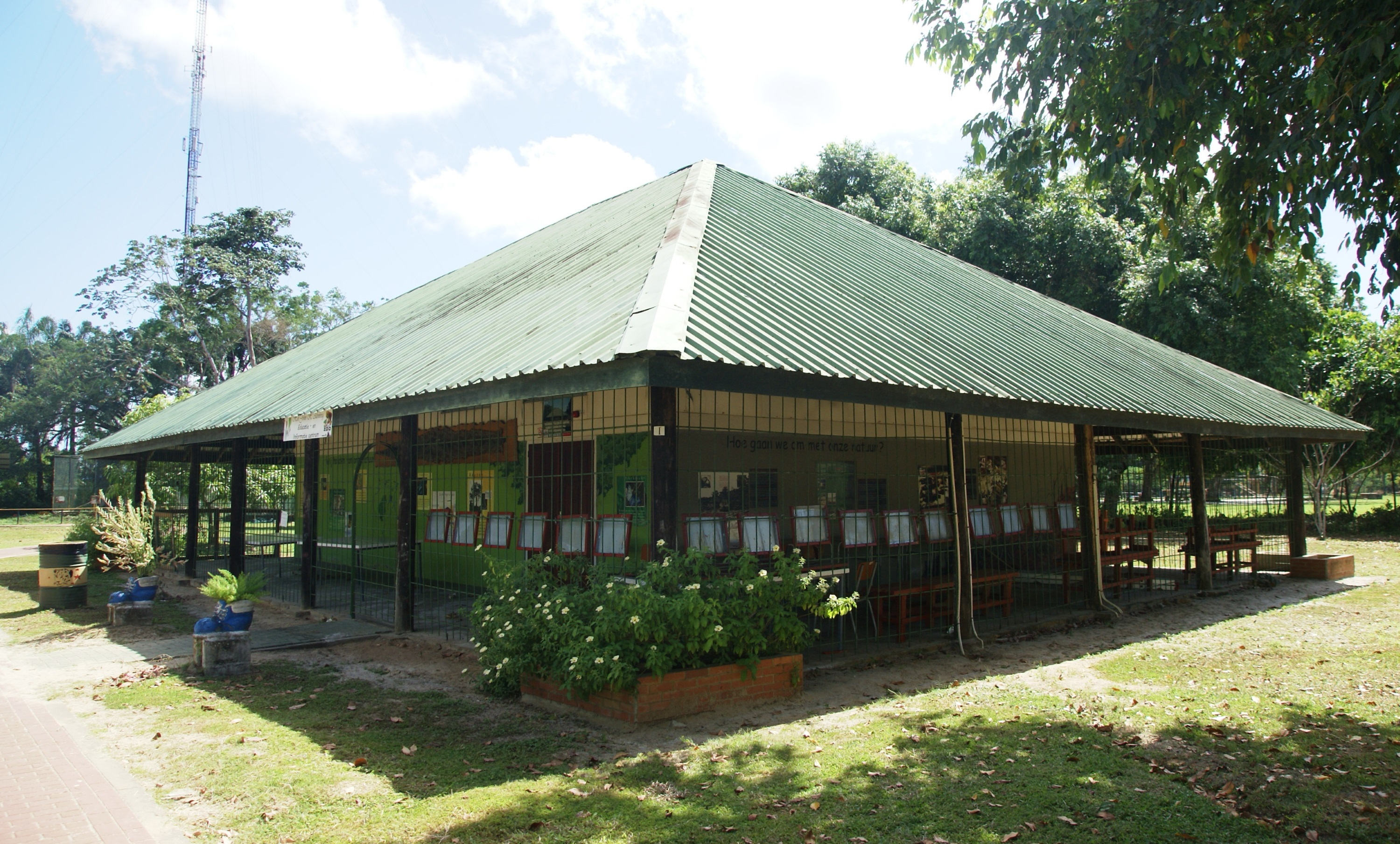
Educatie- en informatiecentrum
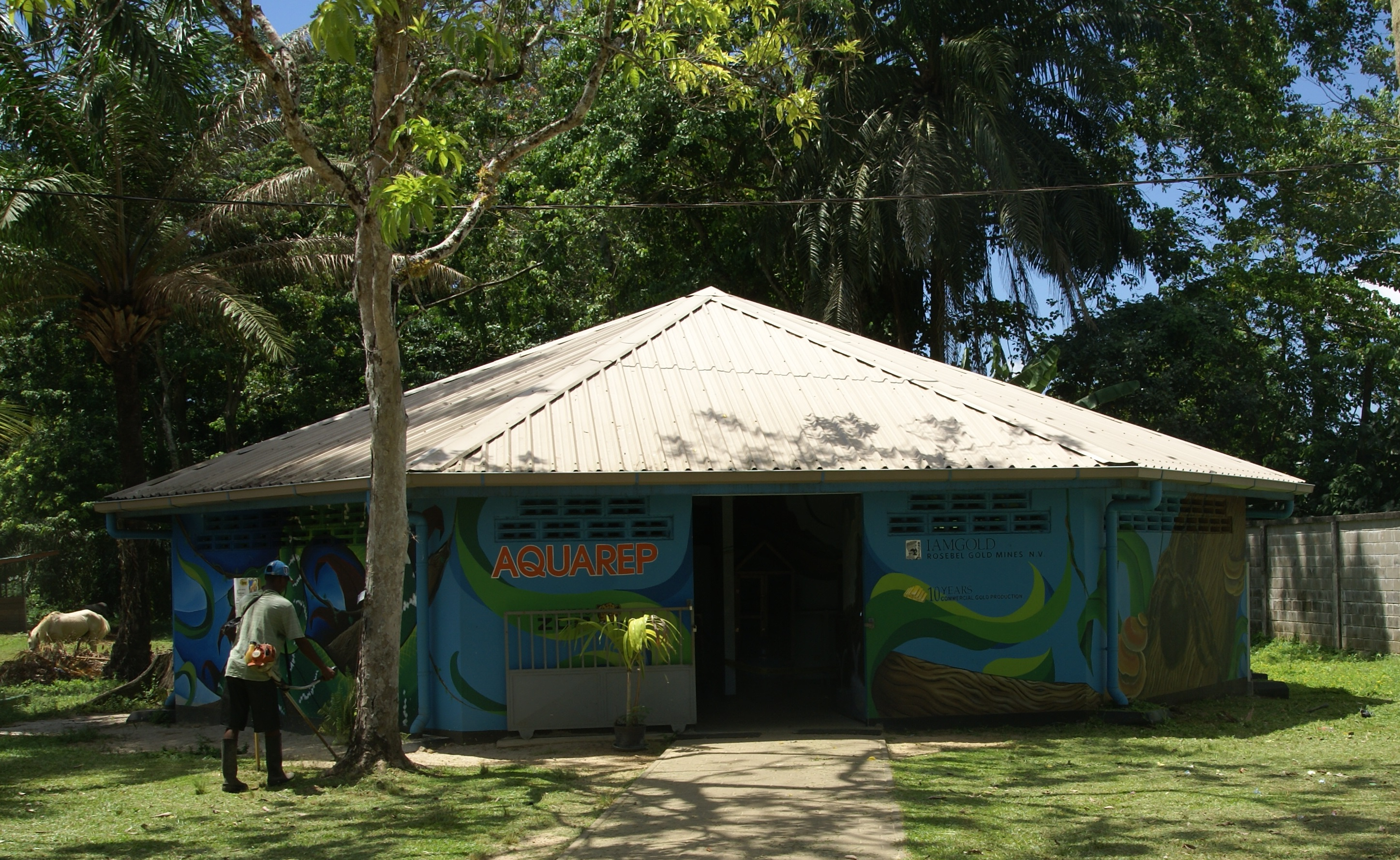
Het aquarium- en reptielengebouw
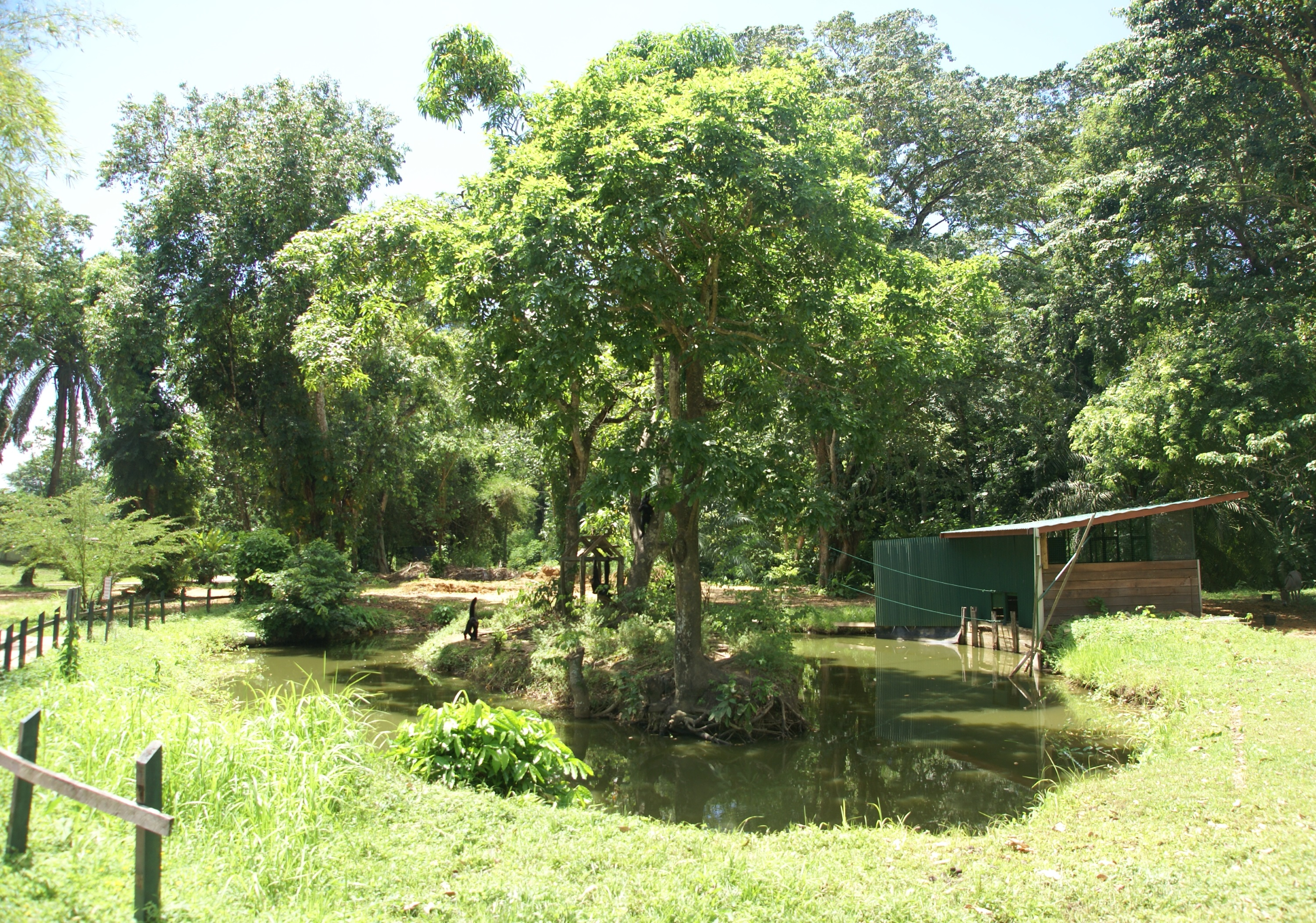
Kwatta-apeneiland
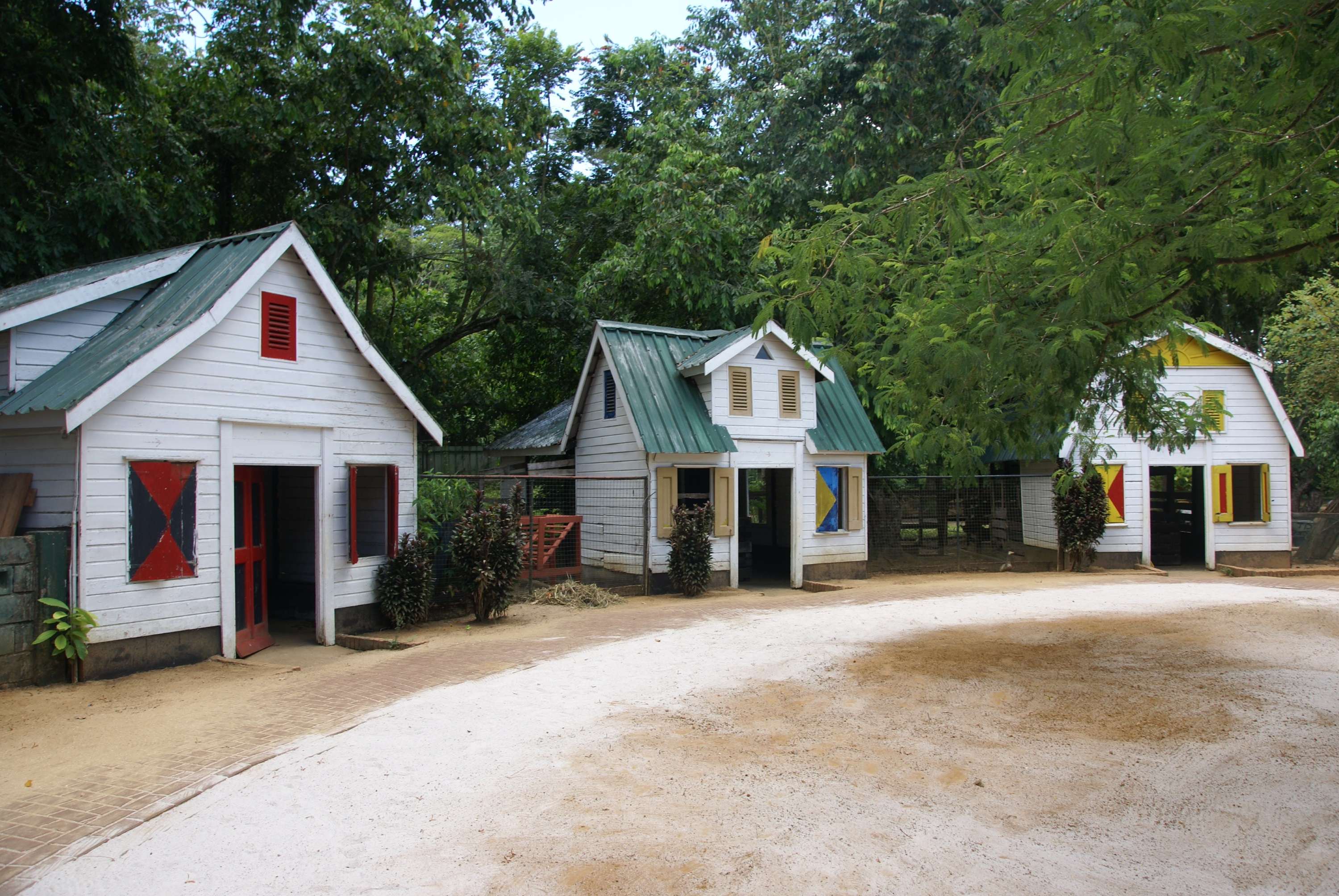
Kinderboerderij
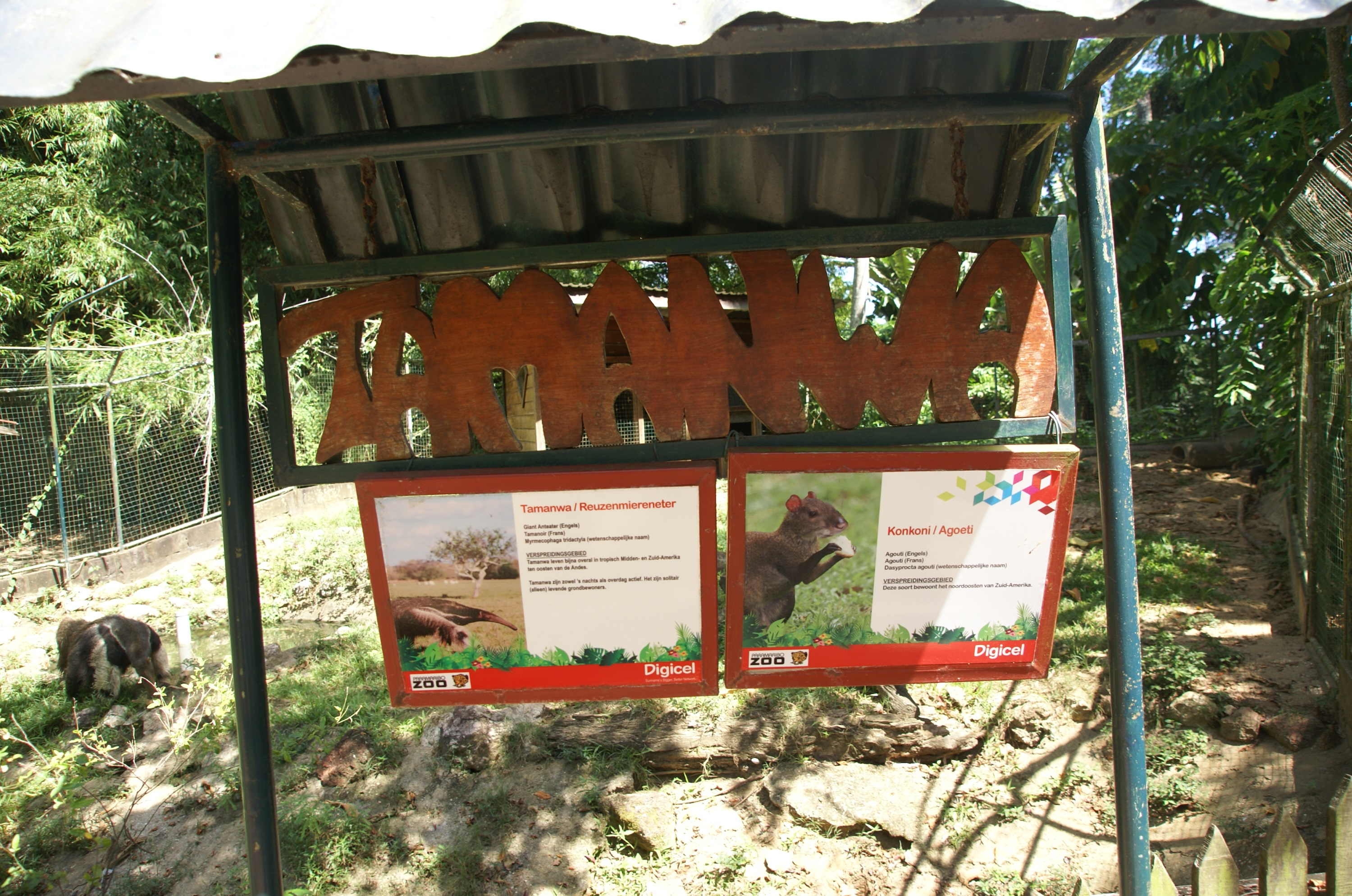
Verblijf van de reuzenmiereneter en de agoeti
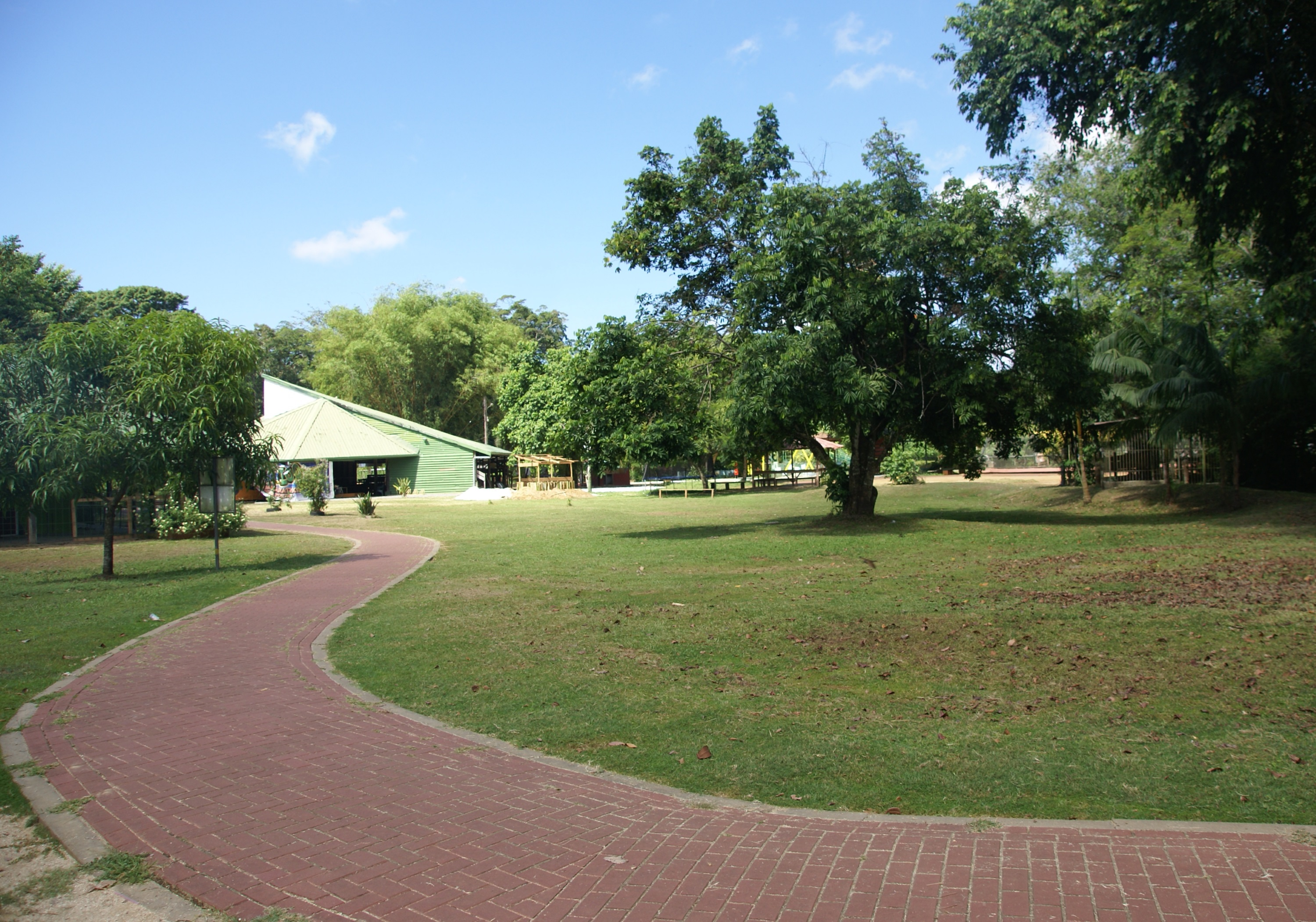
In het park